# Nothocladus
Nothocladus, rod crvenih algi iz porodice Batrachospermaceae, dio reda Batrachospermales. Postoje 17 priznatih vrsta a tipična je slatkovodna alga N. nodosus.
Rod je opisan 1934.

## Vrste
1. Nothocladus afroaustralis Skuja
2. Nothocladus antiquus (Entwisle & Foard) Entwisle & M.L.Vis
3. Nothocladus bourrellyi (P.Reis) Entwisle & M.L.Vis
4. Nothocladus debilis (Entwisle & Foard) Entwisle & M.L.Vis
5. Nothocladus diatyches (Entwisle) Entwisle & M.L.Vis
6. Nothocladus discors (Entwisle & Foard) Entwisle & M.L.Vis
7. Nothocladus kraftii (Entwisle & Foard) Entwisle & M.L.Vis
8. Nothocladus latericius (Entwisle) Entwisle & M.L.Vis
9. Nothocladus lindaueri Skuja
10. Nothocladus nodosus Skuja - tip
11. Nothocladus prominens (Entwisle & Foard) Entwisle & M.L.Vis
12. Nothocladus pseudogelatinosus (Entwisle & M.L.Vis) Entwisle & M.L.Vis
13. Nothocladus ranulifer (Entwisle & Foard) Entwisle & M.L.Vis
14. Nothocladus terawhiticus (Entwisle & Foard) Entwisle & M.L.Vis
15. Nothocladus theaquus (Entwisle & Foard) Entwisle & Vis
16. Nothocladus verruculosus Entwisle & M.L.Vis
17. Nothocladus wattsii (Entwisle & Foard) Entwisle & M.L.Vis